# Lê Việt Hương
Lê Thị Bằng Hương thường được biết đến với nghệ danh Việt Hương là nữ đạo diễn âm nhạc và phim tài liệu người Việt Nam. Bà hiện là Phó Chủ tịch Hội Điện ảnh Hà Nội.

## Tiểu sử
Lê Việt Hương có tên đầy đủ là Lê Thị Bằng Hương sinh năm 1966, quê gốc Phú Diễn, Bắc Từ Liêm, Hà Nội. Bố là nhạc sĩ Lê Việt Hòa, mẹ là một giáo viên.

## Sự nghiệp
Việt Hương theo học đàn tam thập lục, khoa Nhạc cụ truyền thống ở Nhạc viện Hà Nội từ năm 1979 đến 1984. Khi nhạc sĩ Lê Việt Hòa sáng tác nhạc phim Chốt tiền tiêu mà chưa tìm được ca sĩ thể hiện ca khúc Mùa xuân biên cương của phim; ông đã chọn Việt Hương thể hiện. Giọng hát của Việt Hương được nhạc trưởng Đình Hùng đánh giá tốt, sau đó bà trở thành ca sĩ của Nhà hát Ca múa nhạc trung ương. Từ năm 1984, Việt Hương được biết đến qua sóng phát thanh với ca khúc Hoa sim biên giới (sáng tác năm 1979) của nhạc sĩ Minh Quang. Vì muốn được đạo diễn các video âm nhạc nên bà học thêm ngành điện ảnh. Trước khi tốt nghiệp, Việt Hương gặp được nhạc sĩ Thụy Kha và đọc được kịch bản phim ca nhạc Tìm về những bài ca Hoàng Quý. Bà dựng phim theo kịch bản này và giành được Huy chương bạc Liên hoan truyền hình toàn quốc. Năm 1998,  Việt Hương tiếp tục làm phim tài liệu về nhạc sĩ Hoàng Quý với tựa đề Người viết Cảm Tử Quân; bộ phim sau đó giành giải Bông sen Bạc tại Liên hoan phim Việt Nam lần thứ 12. Nhận thấy có ít phim nói về các nhạc sĩ của phong trào tân nhạc Việt Nam, Việt Hương nảy ra dự định làm thêm một phim tài liệu về chủ đề này.
Năm 2000, Việt Hương tốt nghiệp khoa Đạo diễn Điện ảnh của Trường Đại học Sân khấu - Điện ảnh Hà Nội. Sau thành công của phim tài liệu Người viết Cảm tử quân, bà được nhận vào làm đạo diễn âm nhạc cho Ban Văn nghệ, Đài Truyền hình Việt Nam. Năm 2003, Việt Hương tiếp tục học và tốt nghiệp Đạo diễn truyền hình tại Học viện Báo chí & Tuyên truyền. Việt Hương là nữ đạo diễn duy nhất tham gia chương trình VTV – Bài hát tôi yêu lần thứ 2 và lần thứ 3; bà trở thành nữ đạo diễn đầu tiên có được giải thưởng của chương trình này khi MV Mùa thu giấu em do bà đạo diễn đã vào top 10 video được khán giả bình chọn của chương trình lần thư 3. Năm 2008, tốt nghiệp Thạc sỹ nghệ thuật Điện ảnh Truyền hình - Trường Đại học Sân khấu điện ảnh. Năm 2009, sau 10 năm tích lũy tư liệu, tích lũy vốn nghề cùng sự hỗ trợ của nhạc sĩ Thụy Kha, bà mới bắt tay thực hiện được bộ phim Thuở bình minh tân nhạc. Bộ phim giành được giải Cánh diều vàng năm 2010 và Huy chương vàng tại Liên hoan truyền hình toàn quốc 2009. Năm 2012 bà đạo diễn chương trình âm nhạc Gần lắm Trường Sa giành Huy chương vàng lại Liên hoan truyền toàn quốc. Việt Hương đã kịp hoàn thành các cảnh quay của chương trình này để về đất liền dự lễ và nhận danh hiệu Nghệ sĩ ưu tú.
Năm 2019, Việt Hương được phong tặng danh hiệu Nghệ sĩ Nhân dân. Bà được bầu làm Phó chủ tịch Hội Điện ảnh Hà Nội từ năm 2022. Năm 2024, tại Liên hoan phim quốc tế Hà Nội lần thứ 7, bà được trao Bằng khen cho các đạo diễn, biên kịch các bộ phim về Hà Nội tham dự Liên hoan phim.

## Tác phẩm

### MV
| Năm  | MV                               | Ca sĩ            | Chú thích     |
| ---- | -------------------------------- | ---------------- | ------------- |
| 2005 | Mùa thu giấu em                  | Ngọc Anh         |               |
| 2017 | Hà Nội ngày chia xa              | Mỹ Vân           | [ 13 ]        |
| 2018 | Quê mẹ người ơi + Bộ đội về làng | Lương Nguyệt Anh | [ 15 ] [ 14 ] |
| 2018 | Lạy mẹ Quan Âm                   | Thu Hằng         | [ 16 ]        |
| 2018 | Thương nhau thì đừng             | Phạm Phương Thảo | [ 17 ]        |
| 2019 | Ru xưa                           | Tố Nga           | [ 18 ]        |
|      | Đôi bờ                           | Dương Kim Anh    | [ 19 ]        |

### Chương trình / Album nhạc
| Năm  | Tựa đề             | Ca sĩ chính | Định dạng            | Chú thích     |
| ---- | ------------------ | ----------- | -------------------- | ------------- |
| 2006 | Hương Sơn ca       |             | Chương trình ca nhạc | [ 3 ]         |
| 2010 | Dương cầm          | Mai Hoa     | Album                | [ 7 ]         |
| 2012 | Gần lắm Trường Sa  | nhiều ca sĩ | Chương trình         | [ 11 ]        |
| 2012 | Mùa xuân đầu tiên  | Bích Hồng   | Album                | [ 20 ]        |
| 2014 | Cây đàn Điện Biên  | Ngọc Anh    | Phim ca nhạc         | [ 21 ]        |
| 2015 | Khát vọng bình yên | Hà Linh     | Phim ca nhạc         | [ 22 ]        |
| 2016 | Tình biên cương    | Khánh Hòa   | Album                | [ 23 ]        |
| 2018 | Vọng Nguyệt        | Hồng Duyên  | Phim ca nhạc         | [ 24 ]        |
| 2020 | Đời lính tôi yêu   | Vi Hoa      | Album                | [ 25 ] [ 26 ] |

### Phim tài liệu
| Năm  | Tựa đề                       | Hình thức       | Chú thích |
| ---- | ---------------------------- | --------------- | --------- |
| 1999 | Người viết Cảm tử quân       | (phim)          | [ 5 ]     |
| 2010 | Thuở bình minh tân nhạc      | (phim)          | [ 5 ]     |
| 2021 | Ca trù - tiếng vọng ngàn năm | (kịch bản)      | [ 27 ]    |
| 2021 | Ngàn năm sênh phách          | (phim tài liệu) |           |

- Đạo diễn đêm chung kết Sao Mai 2005 khu vực Hà Nội[8]

## Giải thưởng
| Năm  | Sự kiện                            | Tác phẩm                | Hình thức            | Giải thưởng                                                  | Chú thích   |
| ---- | ---------------------------------- | ----------------------- | -------------------- | ------------------------------------------------------------ | ----------- |
|      | Liên hoan Truyền hình              | Một ngũ cung quê hương  | Chương trình ca nhạc | Bằng khen                                                    |             |
| 1999 | Liên hoan phim Việt Nam lần thứ 12 | Người viết Cảm tử quân  | Phim tài liệu        | Bông sen Bạc                                                 | [ 6 ]       |
| 2000 | Liên hoan truyền hình              | Tiếng đàn xưa           |                      | Huy chương Bạc                                               | [ 6 ]       |
| 2005 | VTV – Bài hát tôi yêu lần thứ 3    | Mùa thu giấu em         | MV                   | Top 10 Video do khán giả bình chọn                           | [ 5 ] [ 6 ] |
| 2006 | Liên hoan Truyền hình toàn quốc    | Hương mùa xưa           | Chương trình ca nhạc | Bằng khen                                                    | [ 8 ]       |
| 2006 | Liên hoan Truyền hình toàn quốc    | Khát vọng xanh          | MV                   | Huy chương Vàng                                              | [ 5 ] [ 8 ] |
| 2006 | Liên hoan Truyền hình toàn quốc    | Thuở bình minh tân nhạc | Phim tài liệu        | Huy chương Bạc                                               | [ 6 ] [ 8 ] |
| 2009 | Liên hoan Truyền hình toàn quốc    | Sóng đôi                |                      | Huy chương Vàng                                              | [ 5 ]       |
| 2010 | Giải Cánh diều 2009                | Thuở bình minh tân nhạc | Phim tài liệu        | Cánh diều Vàng                                               | [ 5 ]       |
| 2011 | Liên hoan Truyền hình toàn quốc    | Mây xa                  |                      | Huy chương Vàng                                              | [ 5 ]       |
| 2012 | Liên hoan Truyền hình toàn quốc    | Gần lắm Trường Sa       | Chương trình ca nhạc | Huy chương Vàng                                              | [ 5 ]       |
| 2014 | Ấn tượng VTV                       | Cây đàn Điện Biên       | Phim ca nhạc         | Chương trình Văn hóa - Xã hội - Khoa học - Giáo dục ấn tượng | [ 3 ]       |
| 2021 | Giải Cánh diều 2021                | Ngàn năm Sênh Phách     | Phim tài liệu        | Bằng khen                                                    | [ 28 ]      |